# 프롤레타리아

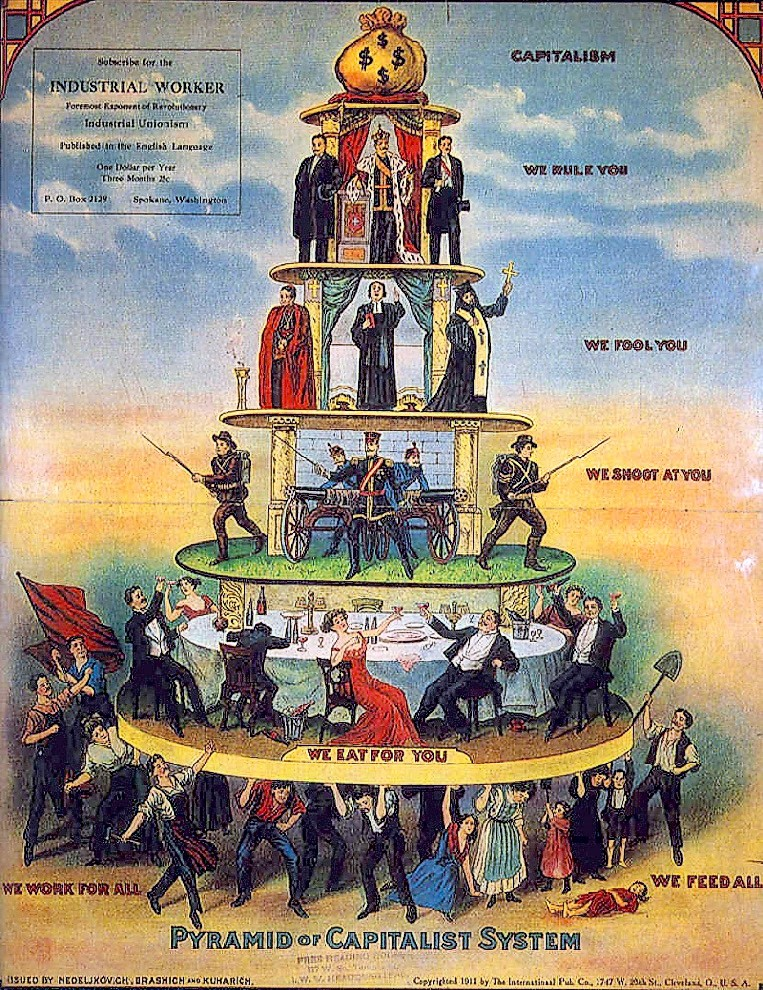
IWW의 기관지 산업 노동자에 게재된 자본주의 비판. "자본주의... 그들은 우리를 통치하고, 속이며, 죽이고, 우리 대신 음식을 먹는다. 그러나 우리는 모두를 위해 일하며 모두를 먹여살린다".

프롤레타리아(독일어: Proletariat 프롤레타리아트[*], 문화어: 프로레타리아)는 사회적으로 하위 계급의 일원을 일컫는 단어로, 무산자(無產者), 무산계급(無產階級)으로도 불린다.
프롤레타리아라는 말의 원래 의미는 로마 제국 당시 군에 입대시킬 자신들의 아들(라틴어: proles 프롤레스[*]) 이외에 부를 소유하지 못하는 무산계급들을 비하하는 의미로 사용되었으나 그 후 카를 마르크스가 사회학적인 용어로 도입하였다.
마르크스는 프롤레타리아란 "자기 자신의 생산 수단을 갖고 있지 않아서 살기 위해 부득이 자신의 노동력을 판매해야 하는 현대 임금 노동자"라고 했다. 그리고 이런 노동자 계급을 프롤레타리아트라고 부른다. 또, "프롤레타리아"와 "프롤레타리아트"에 대응하는 용어로는 성 안의 사람이라는 뜻을 가진 프랑스어에서 유래한 부르주아(bourgeois, 계급의 일원) 와 부르주아지(bourgeoisie, 계급)란 용어가 사용된다.

## 같이 보기
- 상 퀼로트
- 프티 부르주아지
- 룸펜 프롤레타리아
- 프롤레타리아 혁명
  - 프롤레타리아 독재
- 조선프롤레타리아예술가동맹
- 인민
- 민중 (또는 인민대중)
- 민중민주주의 (또는 인민민주주의)
- 해방신학
- 민중신학
- 민중사학
- 좌파 민족주의 (한국민족문화대백과사전 "민족주의" 항목 참조)
- 마르크스주의
- 레닌주의
- 마르크스레닌주의
- 인민대중제일주의